# Ekološka genetika
Ekološka genetika je studija genetike prirodnih populacija.  Fokus ovog polja je na fenotipskim osobinama od ekološkog značaja — osobinama koje doprinose opstanku i reprodukcije. Primeri su: vreme cvetanja, tolerancija suše, polimorfizam, mimikrija, izbegavanje napada predatora. 
Istraživanja obično obuhvataju mešavinu terenskih i laboratorijskih studija. Uzorci se uzimaju i i njihova genetička varijabilnost se laboratorijski analizira. Promene populacija u različitim vremenima i mestima se zapisuju i studira se obrazac mortaliteta populacija.

## Literatura
- Cain A.J. and W.B. Provine 1992. Genes and ecology in history. In: R.J. Berry, T.J. Crawford and G.M. Hewitt (eds). Genes in ecology. Blackwell Scientific: Oxford. Provides a good historical background.
- Conner J.K. and Hartl D.L. 2004. A primer of ecological genetics. Sinauer Associates, Sunderland, Mass. Provides basic and intermediate level processes and methods.